# Слугинов, Николай Петрович
Николай Петрович Слугинов (1854—1897) — российский учёный, профессор физики Императорского Казанского университета.

## Биография
Родился в 1854 году в городе Кадникове (ныне — в Сокольском районе Вологодской области) в купеческой семье. В 1866—1873 годах учился в нижегородской гимназии, затем — на физико-математическом факультете Санкт-Петербургского университета, окончив который кандидатом в 1877 году был оставлен для подготовки к профессорскому званию и поступил преподавателем математики и физики в Санкт-Петербургскую Введенскую гимназию, где работал в течение восьми лет.
В начале 1881 года защитил в Санкт-Петербургском университете магистерскую диссертацию «Теория электролиза» и был командирован министерством народного просвещения за границу для ознакомления с первой международной электрической выставкой и для участия в международном конгрессе электриков. С осени того же года в качестве приват-доцента начал читать в университете курс лекций «Гальванизм, внутреннее действие тока». В 1882 году был командирован на московскую всероссийскую выставку.
В 1884 году защитил докторскую диссертацию «Электролитическое свечение». В своих диссертациях Слугинов первый описал явление, ставшее основой устройства прерывателя Венельта.
В конце 1884 года был избран профессором общей и прикладной физики Императорского Московского технического училища, но чтение лекций начал с осени 1885 года. Спустя год, 2 августа 1886 года был утверждён экстраординарным профессором Казанского университета, где читал лекции до своей смерти, уже будучи ординарным профессором кафедры физики и физической географии.
Умер в Казани 10 (22) февраля 1897 года.

## Научная деятельность
Им было опубликовано в русских и иностранных журналах до 100 мемуаров и рефератов, преимущественно оригинальных, экспериментального характера. Его основные труды:
- Теория электролиза. — СПб.: тип. В. Ф. Демакова, 1881. — [4], 58 с. : ил.
- Электролитическое свечение. — СПб.: тип. В. Демакова, 1884. — [4], 66 с. : ил.
- О метеорологических и фотометрических наблюдениях во время солнечного затмения 1887 года: Отчет Астрофизической экспедиции, представл. в Физ.-мат. фак. Казан. ун-та проф. Н. П. Слугиновым. — Казань: тип. Ун-та, 1888. — 81 с., 7 л. карт., схем. : ил.
- Акустика. — Казань : тип. Ун-та, 1894. — 176 с. : ил.

Н. П. Слугинов отличался способностью наблюдать явления без предвзятого взгляда, вследствие чего он подмечал многие особенности, ускользавшие от внимания других исследователей. Он исследовал свечение электродов при электролизе и доказал прерывистость тока во время этого явления, нашёл способ покрывать алюминий прочным слоем безводного глинозёма, обладающего твёрдостью корунда (способ, оставшийся без применения), дал объяснение влияния местных токов на электровозбудительную силу элемента. Список его работ помещен в «Словаре профессоров Императорского Санкт-Петербургского университета» (1899) и в «Журнале Русского физико-химического общества».
7 августа 1887 года Слугинов проводил наблюдения полного солнечного затмения с Ягошихинской горы в Перми, в том месте, где позже был основан Пермский планетарий.